# Coreu
Coreu är Europeiska unionens interna kommunikationsnät i frågor som rör den gemensamma utrikes- och säkerhetspolitiken (Gusp). Namnet Coreu är en akronym som står för CORrespondence EUropéenne. Coreu används i det utrikes- och säkerhtespolitiska samarbetet mellan medlemsstaterna och underlättar snabba beslut i krissituationer. I brådskande fall kan det förenklade skriftliga förfarande användas. Meddelanden utväxlas mellan representanter för Gusp hos medlemsstaternas utrikesdepartement (så kallade "europeiska korrespondenter"), medlemsstaternas ständiga representanter i Bryssel, Europeiska utrikestjänsten, Europeiska kommissionen och rådssekretariatet.

## Historia
Coreu är ett av de äldsta verktygen för samarbete inom EU:s utrikespolitik och kommunikationen har utvecklats i takt med först det Europeiska politiska samarbetet (EPS) 1970–1993, och efter 1993 den gemensamma utrikes- och säkerhetspolitiken. Systemet inrättades för första gången 1973 och sköttes främst av det nederländska utrikesministeriet, med stöd från Danmark. Det som var unikt för systemet var att samtliga medlemsstaters delegationer deltog i att upprätta systemet och finansierade kommunikationen gemensamt, vilket gjorde att Coreu var den första del av utrikespolitiken som betalades gemensamt. De första meddelandena skickades den 7 september 1973.
Införandet av systemet var relativt okontroversiellt och fyllde flera olika syften. Däribland ingick att möten mellan medlemsstaternas företrädare kunde ägnas åt verkliga frågor och inte enbart informationsutbyte. Genom att införa Coreu kunde också banden mellan Europeiska gemenskaperna (EG) och det utrikespolitiska samarbetet knytas närmre. Frankrike var dock måna om att hålla isär det utrikespolitiska samarbetet från samarbetet inom EG. I början av 80-talet, 1981, kopplades Europeiska kommissionen på till Coreu och 1987 kopplades även rådssekretariatet på. Sedan 1996 sköter sekretariatet driften av systemet.

## Effekter
Införandet och användandet av Coreu har fått en rad effekter, där vissa går att observera mer direkt och andra effekter är mer indirekta. Trots att EU:s medlemsländer traditionellt har betraktat utrikespolitik som en exklusiv nationell kompetens och ett politikområde man inte vill överföra till en överstatlig nivå, så har Coreu inneburit en del praktiska konsekvenser för framför allt tjänstepersoner inom utrikesministerierna. Statsvetaren Federica Bicchi argumenterar för att systemet bidragit till att skapa gemensamma referensramar för diplomater i medlemsstaterna. I kommunikationsnätet har det vuxit fram en gemensam "kunskap" och förståelse av olika utrikespolitiska fenomen som användarna delar i egenskap av EU-diplomater, snarare än utifrån en nationell tillhörighet. Genom kommunikationen i Coreu har även specifika uttryck och begrepp mejslats ut och blivit koder som användarna av Coreu förstår, oavsett ursprungsland. Systemet kan på så vis förstås som att mycket av det dagliga arbetet sker utanför den strikta mellanstatliga arena som formellt karaktäriserar EU:s utrikespolitik på högsta politiska nivå, till skillnad från vissa andra politikområden som är mer överstatliga även rent formellt.
Sedan systemet introducerades under 1970-talet ökade antalet meddelanden gradvis fram till början av 00-talet, då antalet meddelanden troligen nådde någon form av jämvikt. 1984 låg antalet meddelanden på 4613, för att 1991 ha ökat till 11174 och en topp nåddes 2002 med 13292 meddelanden. I genomsnitt utväxlar medlemsstater och EU-institutioner ungefär 40 meddelanden per arbetsdag, vilket kan öka till ca 100 meddelanden under en kris.